# Jeu de guise
Le jeu de guise (djise) aussi appelé  ch'caterlet est un  jeu de gagne terrain pratiqué dans le nord de la France et en Belgique où on l'appelle britche . Le jeu de guise a été inscrit à l'Inventaire du patrimoine culturel immatériel en France en 2012.

## Histoire
En France et plus spécifiquement dans la vallée de la Nièvre et le Vimeu en Somme, la pratique du jeu de guise est attestée depuis le XIXe siècle. En effet, il s'agirait d'un jeu très pratiqué par la corporation des tisseurs de la région. Autrefois les commerçants de villes et villages se plaignaient de la casse des vitrines occasionnés par les jeunes lors des parties,.  
Selon la légende, un jeu similaire aurait été pratiqué par Bouddha[réf. nécessaire].  

## Règles du jeu

### Terrain et éléments matériels du jeu

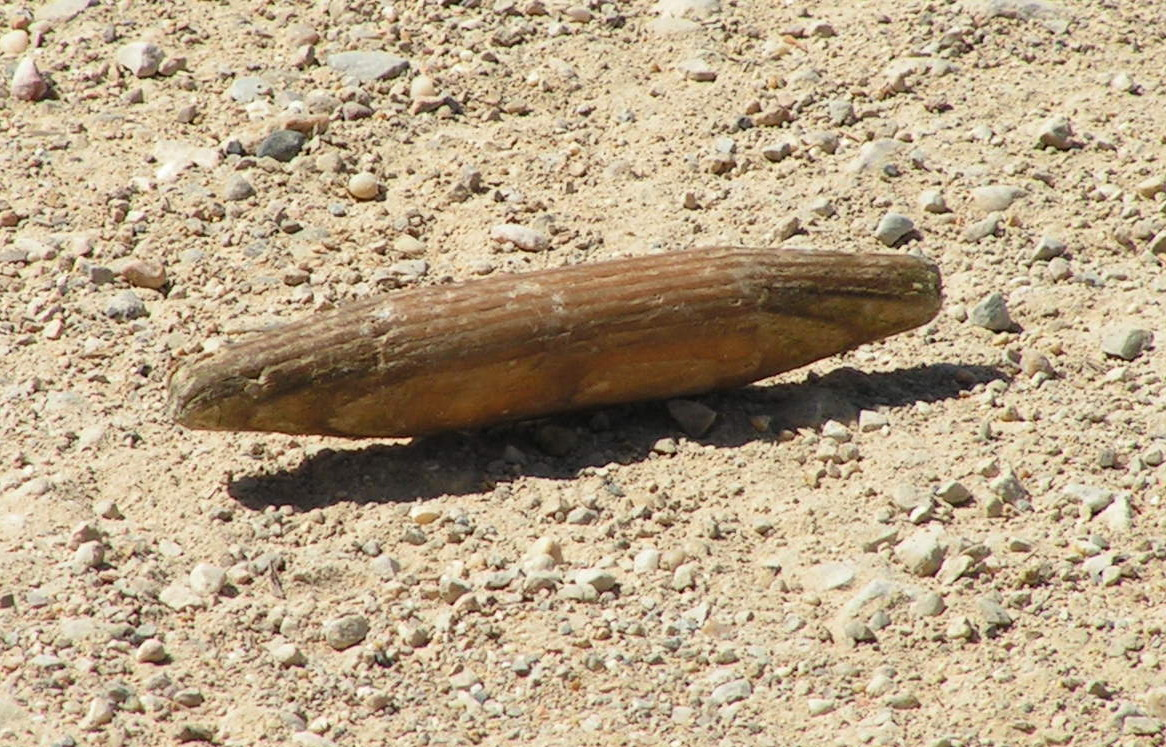
La guise est un bout de bois taillé en pointe

Le jeu de guise est pratiqué dans la rue. La longueur du terrain est indéterminée, mais en général il faut avoir plus ou moins 20 mètres de large. La guise est un bout de bois taillé en pointe. Elle mesure environ 24 cm de long pour 4 cm de diamètre. La guise est tapée à l’aide d’une batte d'environ 70 cm de long pour 4 cm de diamètre. La guise et la batte sont généralement fabriquées par les joueurs eux-mêmes ou par des menuisiers de leur cercle de connaissances. Le bois doit être dur, dense, élastique et droit. Pour cela, on utilise souvent du bois de frêne, de charme, de cornouiller ou d'orme (p. ex. un ancien manche de pelle). Des briques sont utilisées pour marquer les points de lancement.

### Déroulement d'une partie
Le jeu se joue un contre un ou un contre plusieurs. À chaque manche, un joueur attaque et les autres défendent. Pour attaquer, le joueur doit lancer la guise en air en la frappant sur la pointe avec sa batte et ensuite il va frapper la guise en l'air afin de la lancer le plus loin possible dans le terrain de l'adversaire. Si un défenseur rattrape la guise en l'air, lui et son équipe gagnent 100 points. Autrement, le défenseur ramasse la guise et la lance vers la batte posée à terre près du batteur. S'il ne parvient pas à la toucher, le batteur a trois coups pour l'avancer le plus loin possible. Ensuite, il estime (en douzaines de longueur de batte) la distance qui la sépare de la brique qui marque la base. Si son estimation est bonne, il marque des points ; si son estimation est contestée, on mesure et si elle était trop avantageuse, les points ne sont pas comptés.  

## Jeux similaires
- Jeu de gagne-terrain
- Lippa en Italie
- Pandorlo en Croatie
- Gillidanda en Inde
- etc ... (des jeux similaires sont pratiqués un peu partout dans le monde)